# Pedro Enrique
Pedro Enrique, właśc. Pedro Henrique Nunes (ur. 22 kwietnia 1988 roku w São Paulo) – brazylijski kierowca wyścigowy.

## Kariera

### Początki
Karierę w wyścigach samochodów jednomiejscowych, Pedro rozpoczął w Brazylijskiej Formule 3, w roku 2006. Starty w nie kontynuował również w kolejnych dwóch latach, osiągając ciągłą progresję wyników. W ostatnim podejściu, w sezonie 2008, będąc kierowcą czołowej ekipy Cesário Fórmula, włączył się do walki o tytuł. Ostatecznie przegrał ją z Nelsonem Merlo, o kilkanaście punktów (wygrał pięć wyścigów). Oprócz regularnego udziału w F3, Brazylijczyk zaliczył również niepełny sezon w Europejskim oraz Północnoeuropejskim Pucharze Formule Renault (w roku 2007, w zespole SL Formula Racing) oraz jedną rundę w brazylijskim odpowiedniku tej serii (w roku 2006), jednakże bez sukcesu.
W roku 2009 awansował do prestiżowej Formuły 3 Euroseries, za sprawą brytyjskiej ekipy Manor Motorsport. Jego wyniki okazały się jednak bardzo rozczarowujące, gdyż w ciągu 20 wyścigów Enrique ani razu nie zdołał zająć punktowanej pozycji. Z tą samą stajnią gościnnie wystąpił również podczas jednej rundy brytyjskiej edycji F3, rozegranej na portugalskim torze Autódromo Internacional do Algarve oraz prestiżowym wyścigu Masters of Formuła 3. Ponownie jednak bez sukcesu.

### Seria GP3
Na sezon 2010 podpisał kontrakt z utytułowaną francuską stajnią ART Grand Prix, na udział w nowo utworzonej serii GP3. Również tu Brazylijczyk nie spisał się jednak najlepiej, będąc zaledwie trzy razy w pierwszej dziesiątce. Ostatecznie z dorobkiem skromnych czterech punktów rywalizację ukończył na 24. pozycji. Dla porównania jego partnerzy zespołowi – Meksykanin Esteban Guttierez i Amerykanin Alexander Rossi – zajęli odpowiednio 1. i 4. miejsce na koniec sezonu.
W kolejnym roku współpracy nie zdobył już ani jednego punktu, a na dwie ostatnie rundy sezonu został zastąpiony przez Nowozelandczyka Richiego Stanawaya. Najwyższą pozycję uzyskał w ostatnim starcie na Hungaroringu, gdzie zajął czternastą lokatę.

## Statystyki
| Sezon | Seria                                         | Zespół            | Wyścigi | Zwycięstwa | PP | NO | Podium | Punkty | Pozycja |
| ----- | --------------------------------------------- | ----------------- | ------- | ---------- | -- | -- | ------ | ------ | ------- |
| 2006  | Brazylijska Formuła Renault                   | Piquet Sports     | 1       | 0          | 0  | 0  | 0      | 22     | 17      |
| 2006  | Brazylijska Formuła Renault                   | Dragão Motorsport | 1       | 0          | 0  | 0  | 0      | 22     | 17      |
| 2006  | Południowoamerykańska Formuła 3               | Piquet Sports     | 14      | 0          | 0  | 0  | 0      | 10     | 28      |
| 2007  | Północnoeuropejski Puchar Formuły Renault 2.0 | SL Formula Racing | 10      | 0          | 0  | 0  | 0      | 46     | 30      |
| 2007  | Brazylijska Formuła Renault                   | SL Formula Racing | 10      | 0          | 0  | 0  | 0      | 0      | NS      |
| 2007  | Południowoamerykańska Formuła 3               | Baumer Racing     | 4       | 0          | 0  | 0  | 0      | 1      | 21      |
| 2008  | Południowoamerykańska Formuła 3               | Cesário Fórmula   | 17      | 5          | 3  | 4  | 11     | 112    | 2       |
| 2009  | Formuła 3 Euroseries                          | Manor Motorsport  | 20      | 0          | 0  | 0  | 0      | 0      | 27      |
| 2009  | Brytyjska Formuła 3                           | Manor Motorsport  | 2       | 0          | 0  | 0  | 0      | N/A    | NS†     |
| 2009  | Masters of Formula 3                          | Manor Motorsport  | 1       | 0          | 0  | 0  | 0      | N/A    | 20      |
| 2010  | Seria GP3                                     | ART Grand Prix    | 16      | 0          | 0  | 0  | 0      | 4      | 24      |
| 2011  | Seria GP3                                     | Lotus ART         | 12      | 0          | 0  | 0  | 0      | 0      | 32      |

† – Nunes nie był liczony do klasyfikacji.

## Wyniki w GP3
| Legenda oznaczeń w tabelach wyników Wyświetl szablon na nowej stronie | Legenda oznaczeń w tabelach wyników Wyświetl szablon na nowej stronie                                                                     |
| Oznaczenie                                                            | Wyjaśnienie |
| --------------------------------------------------------------------- | --- |
| Złoty                                                                 | Zwycięzca lub mistrzostwo |
| Srebrny                                                               | 2. miejsce lub wicemistrzostwo |
| Brązowy                                                               | 3. miejsce lub II wicemistrzostwo |
| Zielony                                                               | Ukończył, punktował (w klasyfikacji generalnej, gdy zdobył co najmniej jeden punkt na przestrzeni sezonu, poza trzema powyższymi opcjami) |
| Niebieski                                                             | Ukończył, nie punktował (w klasyfikacji generalnej, gdy nie zdobył co najmniej jednego punktu na przestrzeni sezonu)                      |
| Czerwony                                                              | Nie zakwalifikował się (NZ) |
| Czerwony                                                              | Nie prekwalifikował się (NPK) |
| Różowy                                                                | Nie ukończył (NU) |
| Różowy                                                                | Niesklasyfikowany (NS) (w klasyfikacji generalnej, gdy nie został sklasyfikowany w żadnym wyścigu sezonu)                                 |
| Czarny                                                                | Zdyskwalifikowany (DK) |
| Czarny                                                                | Wykluczony (WYK/EX) |
| Biały                                                                 | Nie wystartował (NW) |
| Biały                                                                 | Kontuzjowany (K/INJ) |
| Biały                                                                 | Wyścig odwołany (OD/C) |
| Bez koloru                                                            | Został wycofany (WYC/WD) |
| Bez koloru                                                            | Nie przybył (NP/DNA) |
| Bez koloru                                                            | Nie brał udziału w treningach (NT/DNP) |
| Bez koloru                                                            | Nie został zgłoszony (–) |
| Pogrubienie                                                           | Start z pole position |
| Kursywa                                                               | Najszybsze okrążenie wyścigu |
| †                                                                     | Nie ukończył, ale jego rezultat został zaliczony ze względu na przejechanie więcej niż 90% dystansu wyścigu.                              |
| *                                                                     | Sezon w trakcie |
| 1/2/3                                                                 | Punktowana pozycja w sprincie kwalifikacyjnym                                                                                             |
| Lista systemów punktacji Formuły 1                                    | |

| Rok  | Zespół         | Wyniki w poszczególnych eliminacjach | Wyniki w poszczególnych eliminacjach | Wyniki w poszczególnych eliminacjach | Wyniki w poszczególnych eliminacjach | Wyniki w poszczególnych eliminacjach | Wyniki w poszczególnych eliminacjach | Wyniki w poszczególnych eliminacjach | Wyniki w poszczególnych eliminacjach | Wyniki w poszczególnych eliminacjach | Wyniki w poszczególnych eliminacjach | Wyniki w poszczególnych eliminacjach | Wyniki w poszczególnych eliminacjach | Wyniki w poszczególnych eliminacjach | Wyniki w poszczególnych eliminacjach | Wyniki w poszczególnych eliminacjach | Wyniki w poszczególnych eliminacjach | Punkty | Pozycja |
| ---- | -------------- | ------------------------------------ | ------------------------------------ | ------------------------------------ | ------------------------------------ | ------------------------------------ | ------------------------------------ | ------------------------------------ | ------------------------------------ | ------------------------------------ | ------------------------------------ | ------------------------------------ | ------------------------------------ | ------------------------------------ | ------------------------------------ | ------------------------------------ | ------------------------------------ | ------ | ------- |
| 2010 | ART Grand Prix | ESP                                  | ESP                                  | TUR                                  | TUR                                  | VAL                                  | VAL                                  | GBR                                  | GBR                                  | DEU                                  | DEU                                  | HUN                                  | HUN                                  | BEL                                  | BEL                                  | ITA                                  | ITA                                  | 4      | 24      |
| 2010 | ART Grand Prix | 12                                   | 6                                    | NU                                   | 19                                   | 15                                   | 11                                   | NU                                   | 20                                   | 14                                   | 6                                    | 19                                   | NU                                   | 7                                    | 19                                   | 24                                   | NU                                   | 4      | 24      |
| 2011 | Lotus ART      | TUR                                  | TUR                                  | ESP                                  | ESP                                  | VAL                                  | VAL                                  | GBR                                  | GBR                                  | DEU                                  | DEU                                  | HUN                                  | HUN                                  | BEL                                  | BEL                                  | ITA                                  | ITA                                  | 0      | 32      |
| 2011 | Lotus ART      | 22                                   | 26†                                  | 15                                   | 26†                                  | NU                                   | 15                                   | NU                                   | 17                                   | 23                                   | NU                                   | 18                                   | 14                                   | -                                    | -                                    | -                                    | -                                    | 0      | 32      |